# St. Ägidius (Ernersdorf)

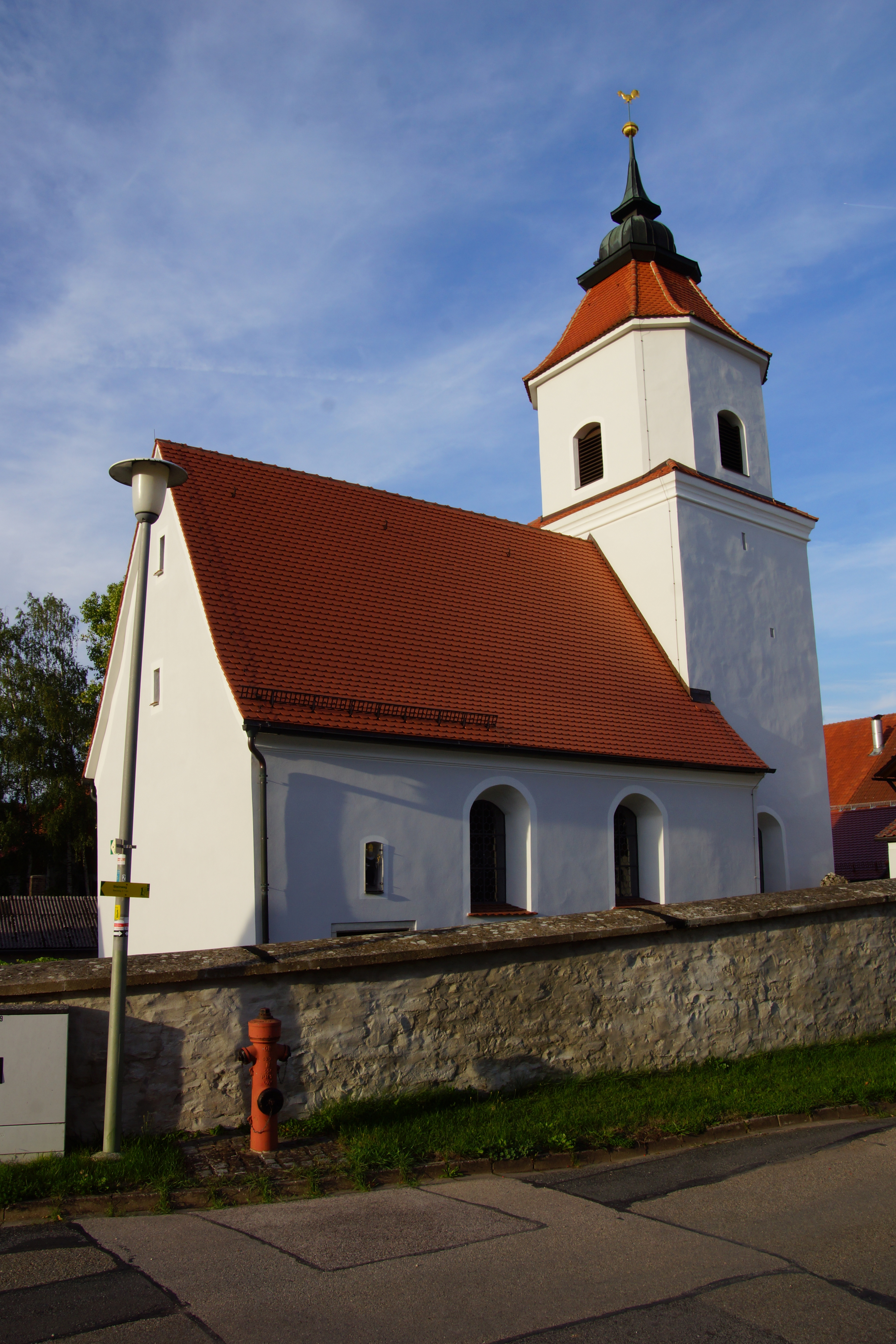
St. Ägidius (Ernersdorf)

Die römisch-katholische, denkmalgeschützte Filialkirche St. Ägidius steht auf dem ummauerten Friedhof von Ernersdorf, einem Gemeindeteil der Stadt Berching im Landkreis Neumarkt in der Oberpfalz. Sie gehört zum Pfarrverband Berching im Dekanat Neumarkt in der Oberpfalz des Bistums Eichstätt. Das Bauwerk ist unter der Denkmalnummer D-3-73-112-123 als Baudenkmal in die Bayerische Denkmalliste eingetragen.

## Beschreibung
Die romanische Saalkirche wurde im 18. Jahrhundert verändert. Sie besteht aus einem Langhaus, das mit einem Satteldach bedeckt ist, und einem quadratischen Chorturm im Osten. Beim Umbau im 18. Jahrhundert wurde der Chorturm um ein Geschoss mit abgeschrägten Ecken aufgestockt, das den Glockenstuhl beherbergt, in dem drei Kirchenglocken hängen, und das mit einem mehrstufigen Helm bedeckt ist.
Die Flachdecken der Innenräume wurden um 1740 mit Rocaillen aus Stuck versehen. Die Deckenmalerei ist nazarenisch geprägt. Über dem Chorbogen zwischen Langhaus und Chor, d. h. dem Erdgeschoss des Chorturms, prangt das Wappen von Johann Anton II. von Freyberg. Zur Kirchenausstattung gehört ein Hochaltar aus dem 18. Jahrhundert, auf dessen Altarretabel u. a. der heilige Ägidius dargestellt ist.